# Sphaerocera crenatus
Sphaerocera crenatus är en tvåvingeart som först beskrevs av Joseph Waltl 1837.  Sphaerocera crenatus ingår i släktet Sphaerocera och familjen hoppflugor.
Artens utbredningsområde är Tyskland. Inga underarter finns listade i Catalogue of Life.